# Il libro dei tre
Il Libro dei Tre (titolo in lingua originale: The Book of Three) è un romanzo fantasy per ragazzi del 1964, scritto dall'americano Lloyd Alexander. È il primo dei cinque libri, che compongono la serie de Le cronache di Prydain, basata sulle leggende contenute nel Mabinogion, il testo mitologico più importante della letteratura gallese. Dal Libro dei Tre e dal suo seguito, Il Calderone Nero, è tratto il film d'animazione Disney del 1985 Taron e la pentola magica.
Il libro, come il resto della saga, è ambientato nella terra immaginaria di Prydain, per geografia e ordinamento politico modellata sull'antico Galles, ma caratterizzata anche dalla presenza di magia e creature fantastiche. La serie segue le avventure del giovane Taran e dei suoi amici, che lottano per difendere la loro terra dalle forze del male.

## Trama
Il protagonista è Taran, un vivace ragazzo che vive a Caer Dallben, sotto la tutela del fabbro Coll e dell'anziano mago Dallben. Orfano di oscure origini, Taran sogna una vita di gloriose imprese, sicché Coll, per contentarlo, lo nomina "assistente-guardiano dei maiali" e gli affida le cure della scrofa magica Hen Wen. Eppure l'incarico, benché conferito per scherzo, si rivelerà di lì a poco molto serio, perché su Hen Wen ha posto gli occhi il Re dalle Lunghe Corna, un misterioso guerriero al soldo del mago oscuro Arawn, che minaccia la terra di Prydain. Avvertendo il pericolo in avvicinamento, Hen Wen scappa e Taran parte per rintracciarla. Sulla via si imbatte in Gwydion, principe di Dôn e figlio del Sommo Re Math, che, assieme alla strana creatura dei boschi Gurgi, si propone di aiutarlo. Taran e Gwydion però vengono attaccati da una coppia di Figli del Calderone, gli invincibili guerrieri non-morti di Arawn, che li catturano e li portano al castello della strega Achren. Quest'ultima era un tempo la maestra e consorte di Arawn, ma quest'ultimo, superatala in potere e conoscenza, la spodestò e relegò in una delle sue fortezze, ove Achren medita di vendicarsi, tanto da offrire a Gwydion un'alleanza contro Arawn. Ma il principe rifiuta, ritenendo Achren non meno malvagia di Arawn, sicché lui e Taran vengono gettati nelle segrete. Il ragazzo però fa fortunosamente la conoscenza di Eilonwy, una giovane apprendista maga, la quale si offre di aiutarlo ad evadere, per fuggire anche lei dalle grinfie della strega. Per sbaglio Eilonwy però libera, al posto di Gwydion, un altro prigioniero, il bardo girovago Fflewddur Flam, il quale, comunque riconoscente, si aggiunge ai due ragazzi. I tre passano per un'antica cripta, ove Taran ruba la spada magica Dyrnwyn, il cui potere è così grande da far collassare il castello di Achren.
Il viaggio prosegue verso Caer Dathyl, la sede del Sommo Re, che Taran vuole avvertire della minaccia incombente e della fine di Gwydion. I due ragazzi e il bardo ottengono aiuti insperati prima da Gurgi, che Taran aveva in precedenza fortemente disprezzato a causa del suo aspetto e dei suoi modi animaleschi, e poi dal riluttante nano Doli, assegnatogli come guida dal burbero re del Popolo Fatato. In prossimità della meta però sembrerebbe che siano arrivati troppo tardi, perché il Re dalle Lunghe Corna e il suo esercito si trovano già in procinto di attaccare. Taran, ignorando gli avvertimenti di Eilonwy, cerca di affrontarlo impugnando la spada Dyrnwyn, il cui potere gli si rivolta contro e lo riduce in fin di vita. Ma proprio quando sta per venirgli inflitto il colpo di grazia dal Re dalle Lunghe Corna, quest'ultimo viene improvvisamente folgorato e ucciso e i suoi guerrieri si danno alla fuga.
Quando Taran rinviene, si ritrova davanti Gwydion, il quale gli spiega di essere riuscito a fuggire da solo dalla prigionia e di aver rintracciato Hen Wen, dalla quale aveva scoperto la vera ragione per cui il Re dalle Lunghe Corna la cercava: essa era a conoscenza del suo nome segreto, il quale, se pronunciato, l'avrebbe distrutto (come infatti è accaduto). Taran si rende conto di aver mal giudicato il significato delle imprese eroiche e della gloria e di essere altresì stato ingiusto verso gli altri personaggi che ha incontrato e che lo hanno aiutato. Fa così ritorno a Caer Dallben, ove si trasferiscono con lui anche Eilonwy e Gurgi.